# 우루노 준
우루노 준(일본어: 宇留野 純, 1979년 10월 23일 ~ )는 일본의 전 축구 선수이다.

## 구단 경력
과거 혼다, 방포레 고후, 로아소 구마모토에서 활동하였다.